# 1826
| 1826                        |
| --------------------------- |
| Dødsfald - Fødsler          |
| • Begivenheder • Litteratur |

| Gregoriansk kalender | 1826 MDCCCXXVI          |
| Ab urbe condita      | 2579                    |
| Armensk kalender     | 1275 ԹՎ ՌՄՀԵ            |
| Kinesiske kalender   | 4522 – 4523 乙酉 – 丙戌 |
| Etiopisk kalender    | 1818 – 1819             |
| Jødisk kalender      | 5586 – 5587             |
| Hindukalendere       |                         |
| - Vikram Samvat      | 1881 – 1882             |
| - Shaka Samvat       | 1748 – 1749             |
| - Kali Yuga          | 4927 – 4928             |
| Iransk kalender      | 1204 – 1205             |
| Islamisk kalender    | 1242 – 1243             |

Året 1826 startede på en søndag.
Konge i Danmark: Frederik 6. 1808-1839
Se også 1826 (tal)

## Begivenheder

### Januar
- 15. januar - Den franske avis Le Figaro udgives første gang i Paris

### April
- 25. april - englænderen Samuel Brown tager patent på verdens første køretøj med forbrændingsmotor. "Bilen" bliver drevet af en tocylindret motor med 4 HK

### Maj
- 14. maj – 1000-året for kristendommens indførelse i Danmark (Ansgars ankomst til Hedeby) fejres, bl.a. med indvielsen af Christiansborg Slotskirke
- 28. maj - Pedro 1. af Brasilien abdicerer som Portugals konge

### Juni
- Juni - Nicéphore Niépce fremstiller det første fotografi

### Juli
- 4. juli - de to tidligere amerikanske præsidenter Thomas Jefferson og John Adams dør begge på USA's uafhængighedsdag

### September
- 28. september - Rusland erklærer Persien krig på grund af persernes indtrængen i Kaukasusområdet.
- I september skete en række hændelser hvor der blev kastet med kartofler, tørv og pindebrænde i Laksegade i København. Politiet forsøgte forgæves at udrede sagen, og udtrykket "nu er fanden løs i Laksegade" opstod.[1]

## Født
- 6. april – Gustave Moreau, fransk maler (død 1898).
- 3. maj – Karl 15. af Sverige, Konge af Sverige og Norge (død 1872).
- 4. september – Anton Bruckner, østrigsk komponist (død 1896).
- 1. december – Hartvig Caspar Christie, norsk mineralog og fysiker (død 1873).

## Dødsfald
- 13. april – Franz Danzi, tysk komponist (født 1763).
- 4. juli – John Adams, USA's anden præsident (født 1735).
- 4. juli – Thomas Jefferson, USA's tredje præsident (født 1743).
- 5. juni – Carl Maria von Weber, tysk komponist (født 1786).
- 3. oktober – Jens Baggesen, dansk forfatter (født 1764).
- 14. december – Malthe Conrad Bruun, dansk forfatter, publicist og geograf (født 1775).